# Deutsche Tourenwagen Masters

Logo DTM

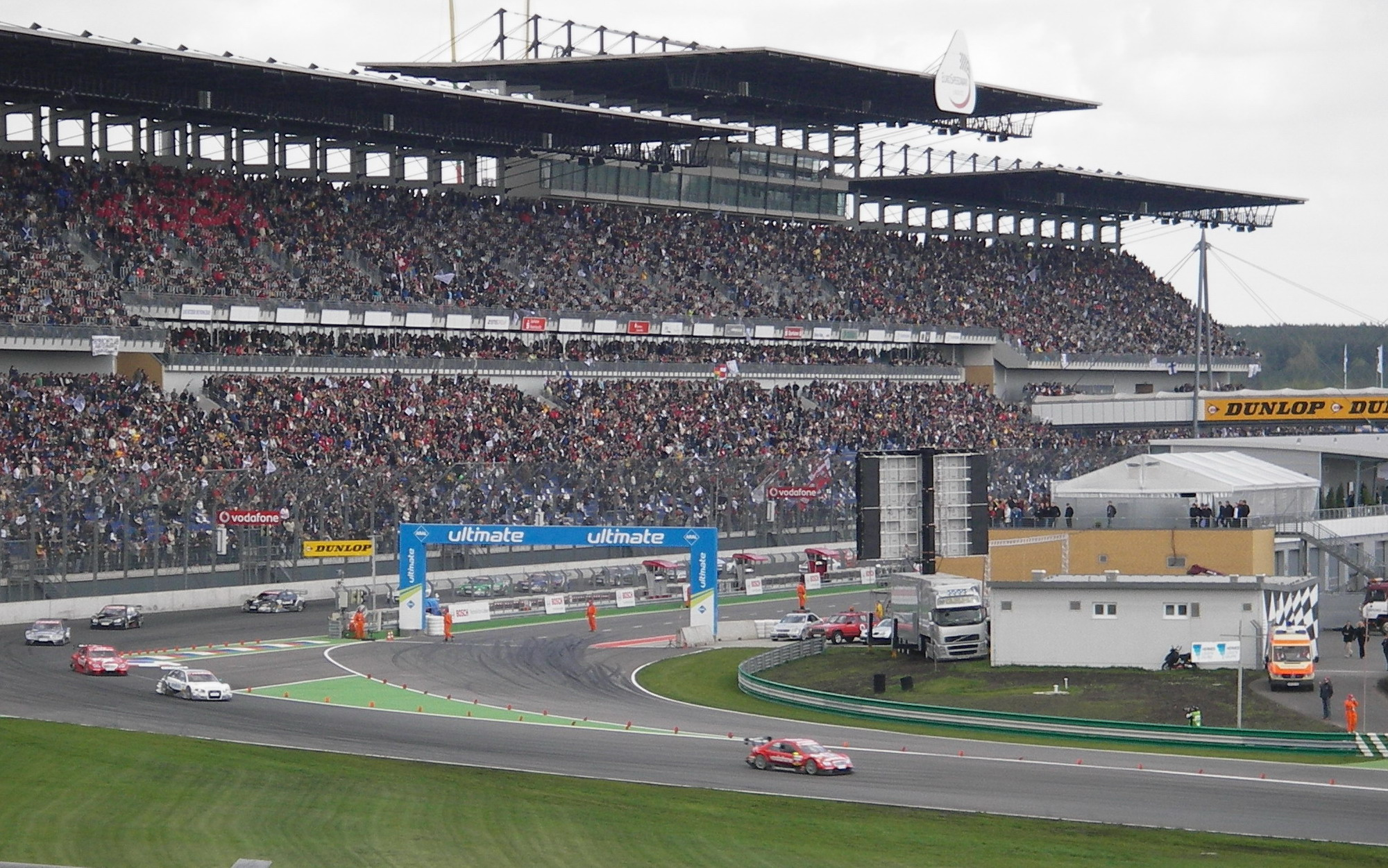
Foto ze sezóny 2005

Německé mistrovství cestovních vozů známý pod zkratkou DTM (od roku 2000 Deutsche Tourenwagen Masters, historicky Deutsche Tourenwagen-Meisterschaft) je druh automobilových závodů konajících se na uzavřených okruzích v Evropě, především v Německu. DTM bylo založeno v roce 1984. Spadá pod německý klub ADAC motorsport.
Mistrovství se těší oblibě především v domácím Německu. Možnost zhlédnout závody měli i příznivci z tehdejšího Československa. V roce 1988 se mistrovství cestovních vozů konalo v Brně. Tento rok byl na několik let poslední, kdy se tyto závody uskutečnily na českém území. DTM se vrátilo v roce 1991 a 10.-12. 7. roku 1992 závody přivítalo Brno a Masarykův okruh.
Především domácí Německo je centrem DTM, některé závody jsou pořádány na okruzích v Evropě. Postupem času si tyto závody vydobyly prestiž a jsou známy po celém světě. To v roce 1996 přilákalo Bernie Eclestona, guru F1. To ovšem vedlo, spolu s vysokými náklady na provoz a údržbu tohoto šampionátu, k zániku a ukončení této série.
Do této doby se v závodech ukázalo veliké množství značek. Mezi jiné sem patřily výrobci jako Mercedes-Benz, Opel, BMW, italská Alfa Romeo a mnoho dalších.
V roce 2000 se začala psát novodobá historie mistrovství. Tento comeback přivítala motoristická veřejnost s velkou radostí, ale i zároveň s obavami, jestli se seriál udrží a neskončí jako po roce 1996.
Do nového ročníku tak nastoupily tři značky : Audi, Opel a Mercedes-Benz. Už se ale nejednalo o cestovní auta známá z předešlých let, ale šlo o závodní "monstra", vybavená nejmodernější technikou a především neobvyklým designem karoserií. DTM expanduje také do jiných destinací po celém světě. V roce 2004 zavítali opět do České republiky, konkrétně do Brna.
DTM prošlo velké množství jezdců, např. i Ralf Schumacher, Giancarlo Fisichella, kteří se potom objevili ve formuli 1. Mezi největší hvězdy bezesporu patří Bernd Schneider, Mattias Ekström, Martin Tomczyk a jejich soupeři, těmi se stali v posledních letech například Jean Alesi a Mika Häkkinen.
V roce 2011 oznámila návrat bavorská automobilka BMW. To vyvolalo neuvěřitelné pozdvižení v automobilovém sportu. Ale největší překvapení přišlo hned ve druhém závodě po jejich návratu a to když kanadský závodník Bruno Spengler získal pole position a poté dokázal porazit úplně všechny a po 20 letech získal pro BMW vítězství.

## Technické regule
Auto
vychází ze siluety sériového auta, upravena speciálně pro motorsport, vybavena prostorovou ocelovou rámovou konstrukcí.
Díly karoserie vyrobeny z kompozitového materiálu, střecha zůstává originální z produkční výroby.
Povinný pohon zadních kol, zakázána jakákoliv elektronická řídící pomoc, stejně jako ABS nebo kontrola trakce.
Motor
Zdvihový objem 4 l, 8 válců do V (úhel 90°), maximálně 4 ventily na válec, nasávací systém opatřen dvěma restriktory o průměru 28mm.
Převodovka
Jsou používány dvě odlišné diferenciální převodovky, dodávané buď jako X-Trac nebo Hewland, které schválilo DTM.
Brzdy
Karbonové brzdové kotouče, brzdové destičky a třmeny dodávané jediným výrobcem všem týmům.
Aerodynamika
Aerodynamické nastavení musí být jednotlivými výrobci určeno ne později, než osm dní před startem sezony a nesmí být měněno během sezony.
Pneumatiky
Jsou dodávány exklusivně pouze firmou Hankook a to pouze dvě verze: slick (hladké pneu do sucha) a wet (pneu na mokré závody).
Hmotnost
Je podle usnesení DTM komise rozdělena dle specifikace vozu, specifikace vozů od roku 2006 mají minimální hmotnost 1070 kg, specifikace vozů z roku 2005 musí vážit min. 1060 kg, zatímco verze 2004 byla redukována na minimum 1020 kg.

## Šampioni

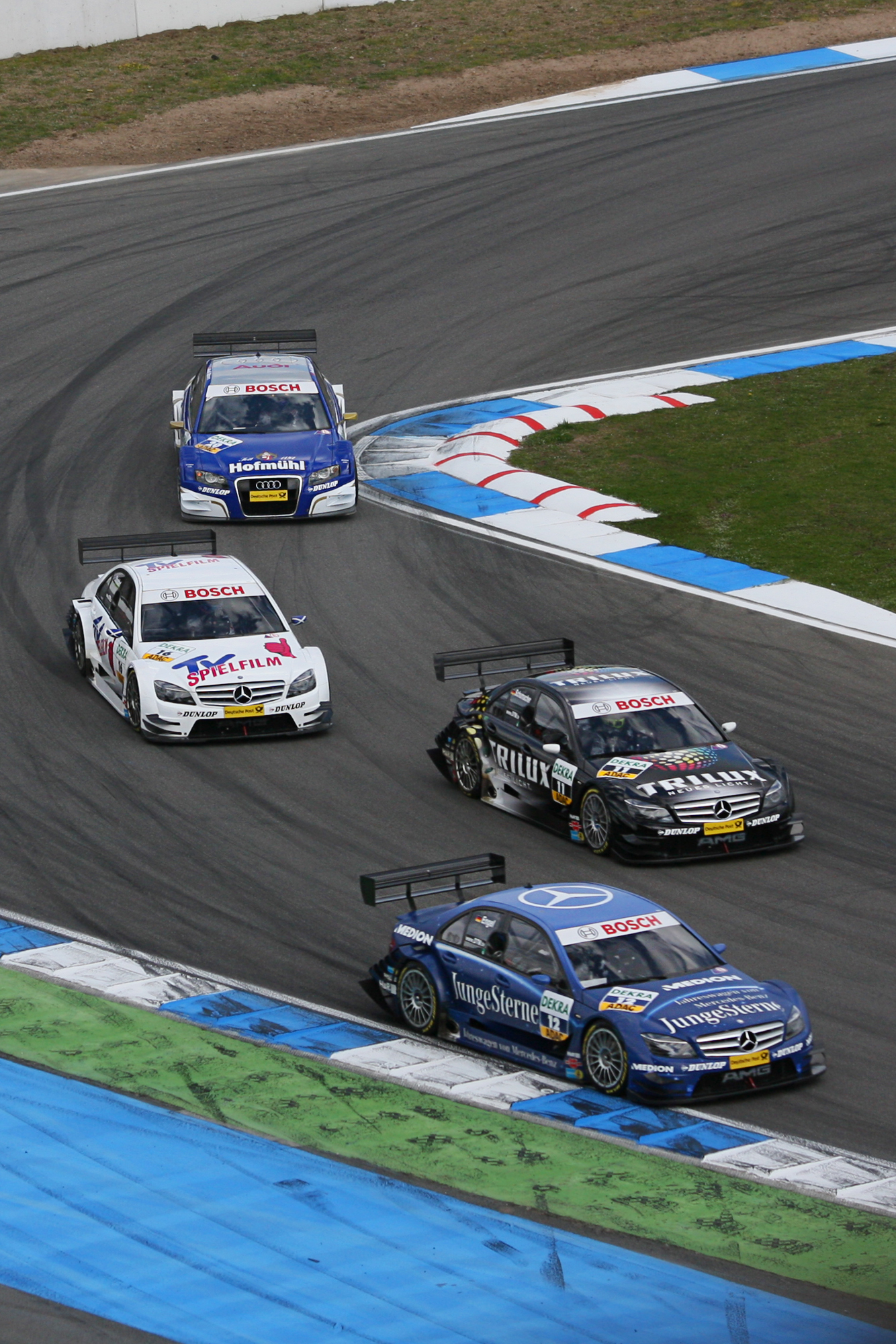
Hockenheimring, duben 2008

| Sezona     | Šampion               | Tým                                    | Vůz šampiona                     | Pohár značek  |
| ---------- | --------------------- | -------------------------------------- | -------------------------------- | ------------- |
| 1984       | Volker Strycek        | Gubin-Sport                            | BMW 635CSi                       | BMW           |
| 1985       | Per Stureson          | IPS Motorsport                         | Volvo 240 Turbo                  | BMW           |
| 1986       | Kurt Thiim            | ATN Autotechnik Nickel                 | Rover Vitesse                    | BMW           |
| 1987       | Eric van de Poele     | Zakspeed BMW Team                      | BMW M3 E30                       | BMW           |
| 1988       | Klaus Ludwig          | Team Hein Gericke Ford Grab Motorsport | Ford Sierra RS500 Cosworth       | BMW           |
| 1989       | Roberto Ravaglia      | BMW M Team Schnitzer                   | BMW M3 E30                       | BMW           |
| 1990       | Hans-Joachim Stuck    | Schmidt Motorsport Technik             | Audi V8 Quattro                  | BMW           |
| 1991       | Frank Biela           | AZR Audi Zentrum                       | Audi V8 Quattro                  | Mercedes-Benz |
| 1992       | Klaus Ludwig          | AMG Motorenbau GmbH                    | Mercedes-Benz 190E 2.5-16 Evo II | Mercedes-Benz |
| 1993       | Nicola Larini         | Alfa Corse                             | Alfa Romeo 155 V6 TI             | Alfa Romeo    |
| 1994       | Klaus Ludwig          | AMG-Mercedes D2 Privat Team            | AMG Mercedes-Benz třídy C DTM    | Mercedes-Benz |
| 1995       | Bernd Schneider       | D2 Privat-Team AMG Mercedes            | AMG Mercedes-Benz třídy C DTM    | Mercedes-Benz |
| 1996– 1999 | Nejelo se             | Nejelo se                              | Nejelo se                        | Nejelo se     |
| 2000       | Bernd Schneider       | HWA Team                               | Mercedes-Benz                    | Mercedes-Benz |
| 2001       | Bernd Schneider       | HWA Team                               | Mercedes-Benz                    | Mercedes-Benz |
| 2002       | Laurent Aïello        | ABT Sportsline                         | Audi                             | Mercedes-Benz |
| 2003       | Bernd Schneider       | HWA Team                               | Mercedes-Benz                    | Mercedes-Benz |
| 2004       | Mattias Ekström       | ABT Sportsline                         | Audi                             | Audi          |
| 2005       | Gary Paffett          | HWA Team                               | Mercedes-Benz                    | Mercedes-Benz |
| 2006       | Bernd Schneider       | HWA Team                               | Mercedes-Benz                    | Mercedes-Benz |
| 2007       | Mattias Ekström       | ABT Sportsline                         | Audi                             | Audi          |
| 2008       | Timo Scheider         | ABT Sportsline                         | Audi                             | Mercedes-Benz |
| 2009       | Timo Scheider         | ABT Sportsline                         | Audi                             | Mercedes-Benz |
| 2010       | Paul di Resta         | HWA Team                               | Mercedes-Benz                    | Mercedes-Benz |
| 2011       | Martin Tomczyk        | Phoenix Racing                         | Audi                             | Audi          |
| 2012       | Bruno Spengler        | Schnitzer Motorsport                   | BMW                              | BMW           |
| 2013       | Mike Rockenfeller     | Phoenix Racing                         | Audi                             | BMW           |
| 2014       | Marco Wittmann        | Team RMG                               | BMW                              | Audi          |
| 2015       | Pascal Wehrlein       | HWA Team                               | Mercedes-Benz                    | BMW           |
| 2016       | Marco Wittmann        | Team RMG                               | BMW                              | Audi          |
| 2017       | René Rast             | Team Rosberg                           | Audi                             | Audi          |
| 2018       | Gary Paffett          | HWA Team                               | Mercedes-Benz                    | Mercedes-Benz |
| 2019       | René Rast             | Team Rosberg                           | Audi                             | Audi          |
| 2020       | René Rast             | Team Rosberg                           | Audi                             | Audi          |
| 2021       | Maximilian Götz       | Team HRT                               | Mercedes-Benz                    | Mercedes-Benz |
| 2022       | Sheldon van der Linde | Schubert Motorsport                    | BMW                              | Audi          |

## Doprovodné série

### DTM Trophy
Šampionát vypsaný pro vozy kategorie GT4 se poprvé konal v roce 2020. Jedná se o podpůrnou sérii pro mladé jezdce, kteří by chtěli vstoupit do DTM. 

### BMW M2 Cup
Doprovodná série jezdící se od roku 2021 slouží jako vstupní pilíř do závodů DTM. Jezdí se s identickými vozy BMW M2 CS Racing. Šampionát pořádá samotná automobilka BMW. 